# Башкиров Руслан Ігорович
Руслан Ігорович Башкиров (рос. Руслан Игоревич Башкиров; 7 березня 1989, м. Москва, СРСР) — російський хокеїст, лівий нападник.
Вихованець хокейної школи «Спартак» (Москва). Виступав за: «Спартак-2» (Москва), «Квебек Ремпартс» (QMJHL), «Кристал» (Електросталь), «Хімік» (Митищі), «Лада» (Тольятті), «Рись» (Подольск), «Октан» (Перм), «Молот-Прикам'я» (Перм), ХК «Рязань», «Буран» (Воронеж).
Брат: Роман Башкиров.